# BCS National Championship Game
BCS National Championship Game – rozgrywany do 2014 mecz NCAA Division I Football Bowl Subdivision, najwyższej klasy rozgrywkowej w futbolu akademickim w Stanach Zjednoczonych. W meczu tym rozgrywanym od 1998 wyłaniany był akademicki mistrz kraju. 

## System rozgrywek
Do BCS National Championship Game kwalifikowały się dwa zespoły, które po zakończeniu sezonu regularnego zajmowały dwa pierwsze miejsca w rankingu, ustalanym przez trenerów, dziennikarzy sportowych i według komputerowej analizy wyników.
BCS National Championship Game był częścią Bowl Championship Series (BCS), serii meczów, która miała miejsce po zakończeniu sezonu regularnego. Od 1998 do 2005 mianem National Championship Game nazywano na przemian jeden z czterech meczów serii BCS: Fiesta Bowl, Sugar Bowl, Orange Bowl i Rose Bowl.
Drużyny występujące w BCS National Championship Game i ich konferencje otrzymywały ponad 21 milionów dolarów na finansowanie programów sportowych poszczególnych uczelni.
Najbardziej utytułowanymi drużynami są LSU Tigers (Louisiana State University) i Florida Gators (University of Florida), które wygrywały BCS National Championship Game dwukrotnie. Dominującą konferencją jest Southeastern Conference, której drużyny zwyciężały do tej pory siedem razy. W 2014 wprowadzono nowy system rozgrywek, College Football Playoff.

## Wyniki
| Sezon | Data             | Zwycięzca               | Wynik        | Finalista                 |
| ----- | ---------------- | ----------------------- | ------------ | ------------------------- |
| 1998  | 4 stycznia 1999  | Tennessee Volunteers    | 23–16        | Florida State Seminoles   |
| 1999  | 4 stycznia 2000  | Florida State Seminoles | 46–29        | Virginia Tech Hokies      |
| 2000  | 3 stycznia 2001  | Oklahoma Sooners        | 13–2         | Florida State Seminoles   |
| 2001  | 3 stycznia 2002  | Miami Hurricanes        | 37–14        | Nebraska Cornhuskers      |
| 2002  | 3 stycznia 2003  | Ohio State Buckeyes     | 31–24 (2-OT) | Miami Hurricanes          |
| 2003  | 4 stycznia 2004  | LSU Tigers              | 21–14        | Oklahoma Sooners          |
| 2004  | 4 stycznia 2005  | USC Trojans             | 55–19        | Oklahoma Sooners          |
| 2005  | 4 stycznia 2006  | Texas Longhorns         | 41–38        | USC Trojans               |
| Sezon | Data             | Zwycięzca               | Wynik        | Finalista                 |
| 2006  | 8 stycznia 2007  | Florida Gators          | 41–14        | Ohio State Buckeyes       |
| 2007  | 7 stycznia 2008  | LSU Tigers              | 38–24        | Ohio State Buckeyes       |
| 2008  | 8 stycznia 2009  | Florida Gators          | 24–14        | Oklahoma Sooners          |
| 2009  | 7 stycznia 2010  | Alabama Crimson Tide    | 37–21        | Texas Longhorns           |
| 2010  | 10 stycznia 2011 | Auburn Tigers           | 22–19        | Oregon Ducks              |
| 2011  | 9 stycznia 2012  | Alabama Crimson Tide    | 21–0         | LSU Tigers                |
| 2012  | 7 stycznia 2013  | Alabama Crimson Tide    | 42–14        | Notre Dame Fighting Irish |
| 2013  | 6 stycznia 2014  | Florida State Seminoles | 34–31        | Auburn Tigers             |